# 天理大学クラッシングオークス
天理大学クラッシングオークス（てんりだいがくクラッシングオークス）は、天理大学体育総部に所属するアメリカンフットボールチームである。1978年関西学生アメリカンフットボール連盟加盟。

## チームの概要
1978年に近畿学生リーグ（関西学生リーグの二部リーグ）戦に初参加。毎年2部リーグのブロック上位に入るものの1部昇格に至らず、過去最高位は、1984年度のブロック制覇（入替戦出場決定トーナメント一回戦で、岡山大学に敗退。）。
1989年に入替戦で八代学院大学（現神戸国際大学）に敗れて3部降格。その後3部に低迷し、1997年に入替戦で大阪経済大学に勝利し、2部に復帰したが、帝塚山大学に敗れ、1年で降格。
2001年の入替戦で岡山大学に勝利し、2部に再復帰してから毎年2部リーグの中位を確保している。
2003年には、黒田ボウルに出場（21-7　久留米大学）する。2008年の入替戦で摂南大学に敗れ、3部降格。その後も3部での残留が続いている。
2011年に3部Bブロックを制覇し、入替戦に出場したが、兵庫県立大学に敗れ、2部復帰はならなかった。また、2012年も、3部Dブロックを制覇し、入替戦出場校決定戦で滋賀大学を下し、2年連続入替戦に出場したが、追手門学院大学に敗れ、悲願の2部復帰はならなかった。2013年も3部Aブロックを制覇し、3年連続入替戦に出場したが、京都産業大学に敗れ、またもや悲願の2部復帰はならなかった。2014年は、3部Aブロックで２勝３敗で５校同率２位に沈み、抽選の結果５位相当となり、入替戦に出場出来なかった。
2015年は、3部Bブロックで５戦全勝で制覇し、2部リーグに出場辞退校があったため、入替戦なしの自動昇格で悲願の2部復帰を成し遂げた。
2016年は、２部で京都産業大学に悲願の初勝利を挙げたが，１勝しかできず、入替戦で追手門学院大学に大敗し、１年で3部に降格した。
2017年は２部復帰を目指したが、１勝４敗でブロック５位の成績に終わった。しかし、チェーンクルーの評価が連盟で１位となり、甲子園ボウルのメインのチェーンクルーを担当した。
2018年は、３部でブロック制したが、入替戦順位決定戦で４位となり、入替戦で大阪大学に6-68と大敗し、２部昇格はならなかった。しかし、２年連続チェーンクルーの評価が１位となり、甲子園ボウルのメインのチェーンクルーを担当した。
2019年は、部員が連盟規定に達していなかったため、４部リーグに自動降格となり、３部復帰を目指したが、２勝２敗でブロック３位となり、３部復帰はならなかった。チェーンクルーの評価は、２位となり、甲子園ボウルのシャドウのチェーンクルーを担当した。
2020年は、部員が１１人であり、新型コロナウイルス感染症拡大防止の影響で、新入部員の勧誘も出来なかったため、秋季リーグ戦６人制ブロックに不参加し、来年度以降部員不足で、廃部の危機に直面している。
2021年は、６人制ブロックで５戦５勝の成績であったが、４年生が卒業した後選手がほとんど残らず、2022年の公式戦出場が危ぶまれている。

## 過去に在籍した選手（ポジション／在籍年度・卒業後の所属）
岡本昭彦（QB/1985-88・吉本興業社長、元ダウンタウンマネージャー）